# San Pedro (La Rioja)
San Pedro es una pequeña localidad del norte de la provincia de La Rioja, en el departamento Castro Barros, Argentina, distante unos 110 km de la ciudad de La Rioja.
Se ubica en cercanías de la localidad de Santa Vera Cruz y del límite con el departamento Arauco. La principal vía de comunicación es la ruta nacional N.º 75.
La localidad cuenta con una escuela especial de nivel inicial y primario, un centro de atención primaria en salud, una biblioteca pública y un museo.
El sitio más visitado del pueblo, es su iglesia construida en piedra cortada y trabajada por los lugareños.
Una de las actividades de la localidad es la producción artesanal de vinos caseros.

## Población
Cuenta con 298 habitantes (Indec, 2010), lo que representa un descenso del 10% frente a los 332 habitantes (Indec, 2001) del censo anterior.
| Gráfica de evolución demográfica de San Pedro entre 1991 y 2010 |
|                                                                 |
| Fuente: Censos nacionales del INDEC                             |

## Iglesia de San Pedro
Se encuentra frente a la plaza de la localidad y es una de las más importantes del departamento. La construcción inicial se realizó en el año 1889 utilizando la técnica constructiva de muros de adobe revestidos en piedra labrada. A lo largo del tiempo fue objeto de tareas de conservación. En la década de 1970 el edificio fue sometido a un intenso trabajo de mantenimiento para el cual cada familia de la comunidad colaboró con una piedra labrada por cada uno de sus integrantes. La iglesia posee imágenes antiguas de San Pedro y diversos elementos ornamentales y constructivos de interés.

## Sismicidad
La sismicidad de la región de La Rioja es frecuente y de intensidad baja, y un silencio sísmico de terremotos medios a graves cada 30 años en áreas aleatorias.